# Collégiale Notre-Dame-de-la-Carce de Marvejols
La collégiale Notre-Dame-de-la-Carce de Marvejols est une ancienne collégiale située à Marvejols, dans le département français de la Lozère. Elle est désormais une église paroissiale rattachée à la paroisse Saint-Frézal, l'une des cinq paroisses du diocèse de Mende.

## Histoire
L'église primitive date du XIIe siècle. Son nom lui vient d'une légende qui lui est associée : un prince de la maison d'Aragon (qui possédait le Gévaudan au XIIe siècle) y étant retenu prisonnier, aurait été libéré par l'intercession de la Vierge Marie. C'est la raison pour laquelle Notre-Dame-de-la-Carce (c'est-à-dire de la prison, la càrcer en occitan) est vénérée à Marvejols.
En 1310, l'église devient une collégiale.
En 1586, durant les guerres de religion, alors que les troupes catholiques d' Anne de Batarnay de Joyeuse rasent Marvejols en réponse aux ravages des troupes protestantes de Matthieu Merle, la collégiale est détruite.
C'est à partir de 1654 que l'édifice est reconstruit, et c'est celui qui se dresse toujours à Marvejols.

## Description
L'édifice est inscrit au titre des monuments historiques en 1987. De nombreux objets objets sont référencés dans la base Palissy (voir les notices liées).